# 旭川市立日章小学校
旭川市立日章小学校（あさひかわしりつにっしょうしょうがっこう）は、北海道旭川市にある公立小学校。

## 概要
1893年（明治26年）9月15日（9月17日とする史料もある）に「公立忠別小学校」として開校。旭川市内では最も古い公立学校である。当時は市内と通七丁目（現・3条8丁目）に校舎を構えていた。1903年（明治36年）に現在地に移転、戦後の学制改革により1947年（昭和22年）に現在の校名となった。
学校創設時の教育目標にちなみ、現在も学級名として「智(ち)組・勇(ゆう)組・仁(じん)組・誠(せい)組・敬(けい)組・礼(れい)組」という名称を使う伝統がある。
1920年代半ばには外国人の居住も多くあり、ロシア人20余名、中国人10余名の生徒を無条件で受け入れていた。ヴィクトル・スタルヒンはこれに当たる。

## 主な出身者
- ヴィクトル・スタルヒン（野球選手）
- 佐々木秀典（衆議院議員）[5]
- 中原悌二郎（彫刻家）
- 山下敬吾（囲碁棋士、3年時に転出）
- 中川俊男（医師、第20代日本医師会会長）